# Sergi López

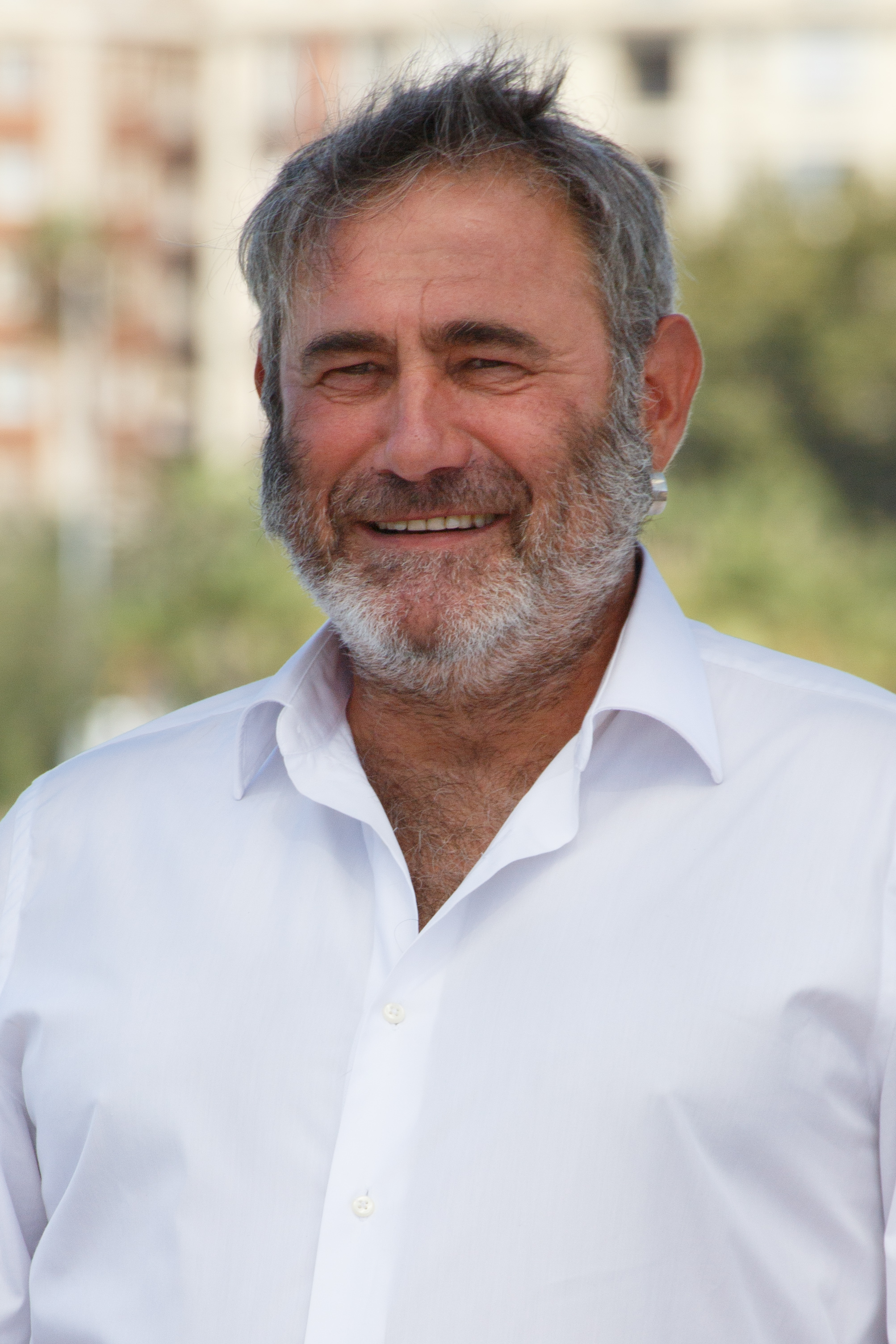
Sergi López, 2020

Sergi López i Ayats (* 22. Dezember 1965 in Vilanova i la Geltrú, Katalonien) ist ein aus Katalonien stammender spanischer Filmschauspieler, der vor allem in französisch- und spanischsprachigen Produktionen auftritt. 
Seine Karriere als Schauspieler begann 1992 mit der Titelrolle in dem Film Antonios Freundin. Im Jahre 2001 wurde er für seine Rolle in Harry meint es gut mit dir mit dem César als bester Hauptdarsteller und dem Europäischen Filmpreis als bester Darsteller ausgezeichnet.

## Filmografie (Auswahl)
- 1992: Antonios Freundin (La petite amie d’Antonio)
- 1997: Western
- 1999: Im Schatten von Lissabon (Lisboa)
- 1999: Eine pornografische Beziehung (Une liaison pornographique)
- 2000: Harry meint es gut mit dir (Harry, un ami qui vous veut du bien)
- 2001: Sólo mía
- 2001: Milch der Zärtlichkeit (Le Lait de la tendresse humaine)
- 2002: Kleine schmutzige Tricks (Dirty Pretty Things)
- 2003: Der rote Tempelritter – Red Knight (Rencontre avec le dragon)
- 2005: Les mots bleus
- 2005: Malen oder Lieben (Peindre ou faire l’amour)
- 2006: Pans Labyrinth (El Laberinto del Fauno)
- 2007: La maison
- 2009: Ricky – Wunder geschehen (Ricky)
- 2009: Eine Karte der Klänge von Tokio (Mapa de los sonidos de Tokyo)
- 2009: Die Affäre (Partir)
- 2010: Das Schmuckstück (Potiche)
- 2010: Pa negre
- 2011: Der Mönch (Le moine)
- 2011: On the Run (La proie)
- 2012: Tango Libre (Tango libre)
- 2013: Zärtlichkeit (La tendresse)
- 2013: Michael Kohlhaas
- 2013: Ismael
- 2015: A Perfect Day
- 2016: Rastlos, Renée (Orpheline)
- 2018: Glücklich wie Lazzaro (Lazzaro felice)
- 2018: The Man Who Killed Don Quixote
- 2019: Parfum des Lebens (Les parfums)
- 2019–2020: Die Frau aus dem Meer (Une île, Fernsehserie)
- 2020: Rifkin’s Festival
- 2022: Pacifiction (Pacifiction – Tourment sur les îles)
- 2022: Der große Zauber (La Grande Magie)
- 2024: Maldoror
- 2025: Sirāt